# Уртит
Уртит — повнокристалічна лейкократова плутонічна гірська порода лужного ряду родини ультраосновних фоїдалітів.

## Етимологія
Назва була дана породі за місцем першознахідки — Ловозерського масиву — Луявр-Урт.
Уперше мінерал описав у 1896  геолог, дослідник Кольського півострова Вільгельм Рамзай (1865–1928; тепер Фінляндія).

## Опис
Уртит складається з нефеліну (70-90 %), клінопіроксену (10-20 %), другорядних мінералів: титаномагнетиту, апатиту та ін. Вторинні мінерали (содаліт, канкриніт та ін.) можуть складати до 50 %. Структура крупно-, середньозерниста, іноді пегматоїдна, гіпідіоморфнозерниста, текстура масивна, рідше такситова; колір світло-сірий. Різновиди за складом піроксену: діопсидовий, егіриндіопсидовий, фасаїтовий У.; за домішками другорядного мінералу: евдіалітовий, полевошпатовий У.
Сер. хім. склад (% мас): SiO2 — 43,71; TiO2 — 0,58; Al2О3 — 26,63; Fe2O3+FeO — 3,53; MgO — 1,69; CaO — 5,02; Na2O — 13,22, K2O — 4,08.
Фіз. властивості близькі до сієніту. У. утворює самостійні інтрузиви пл. 0,1-2 км2, входить до складу комплексних масивів, де асоціює з лужними габроїдами і нефеліновими сієнітами або ультраосновними породами і карбонатитами.

## Поширення
Уртит поширений на Кольському п-ові, у Сх. Сибіру, в Ґренландії, Сх. Африці та ін. У. — руда для отримання глинозему і ряду попутних продуктів (соди, цементу тощо). З уртитом пов'язані родовища апатиту, титано-ніобієвих руд.

## Використання
Уртит — комплексна сировина у виробництві глинозему, цементу, соди, поташу та сульфату калію.

## Інтренет-ресурси
- Store norske leksikon https://snl.no/urtitt